# Fatutaka
Fatutaka, Fatu Taka ou Patu Taka (ou ainda Ilha Mitre) é uma ilha das Ilhas Salomão, na província de Temotu. É a mais oriental do país, e é de origem vulcânica, e pertence ao arquipélago das Ilhas Santa Cruz. É um rochedo que chega aos 122 m de altitude, com área total de 18 hectares. Fatutaka fica a cerca de 50 km a sudeste de Anuta. O solo é rochoso e não é especialmente fértil.